# Литл Ива
Литл И́ва (англ. Little Eva, настоящее имя: Е́ва Нарци́ссус Бо́йд, англ. Eva Narcissus Boyd; 29 июня 1943 — 10 апреля 2003) — американская поп-певица. наиболее известная по песне «The Loco-Motion», с которой она в 1962 году возглавила американские чарты.

## Биография
Ева Бойд родилась в Белхейвене, штат Северная Каролина, потом переехала в Брайтон Бич в Бруклине, город Нью-Йорк. Подростком она работала горничной и подрабатывала няней с ребёнком сочинительского дуэта Кэрол Кинг и Джерри Гоффина. Широко распространена история о том, что на создание песни авторов вдохновила забавная манера Евы танцевать, и что они записали с ней эту песню просто как демо, намереваясь потом выпустить её в исполнении Ди-ди Шарп. Однако сама Кэрол Кинг в интервью Национальному общественному радио (NPR) вскоре после смерти Литл Ивы эту версию опровергла. По её словам, им с самого начала представляли Еву как девушку, у которой хороший голос, поэтому они решили записать с ней эту песню.
Работавшему на Dimension Records музыкальному продюсеру Дону Киршнеру песня понравилась, и она была выпущена как граммофонный сингл. Песня достигла первого места в американском национальном чарте 25 августа 1962 года. Она разошлась в более чем миллионе копий и была сертифицирована золотой.
В том же году отношение Ивы с её бойфрендом вдохновили Гоффина и Кинг на написание песни «He Hit Me (It Felt Like A Kiss)» («Он меня ударил (я восприняла это словно поцелуй)»), которую исполнила группа The Crystals. Они узнали, что бойфренд Евы её бьёт, и когда спросили, почему она это терпит, та сказала, что он так себя ведёт, потому что любит.
Ева Бойд скончалась от рака в 59 лет.

## Признание
Песня «The Loco-Motion» в исполнении Литл Ивы входит в составленный Залом славы рок-н-ролла список 500 Songs That Shaped Rock and Roll.

## Синглы
| Год  | Название                                | Чарты | Чарты  | Чарты |
| Год  | Название                                | US    | US R&B | UK    |
| ---- | --------------------------------------- | ----- | ------ | ----- |
| 1962 | «The Loco-Motion»                       | 1     | 1      | 2     |
| 1962 | «Keep Your Hands Off My Baby»           | 12    | 6      | 30    |
| 1963 | «Let's Turkey Trot»                     | 20    | 16     | 13    |
| 1963 | «Swingin' on a Star»                    | 38    | —      | —     |
| 1963 | «Old Smokey Loco-Motion»                | 48    | —      | —     |
| 1963 | «What I Gotta Do (To Make You Jealous)» | 101   | —      | —     |
| 1963 | «Let’s Start the Party Again»           | 123   | —      | —     |
| 1970 | «Mama Said»[A]                          | —     | —      | —     |
| 1972 | «Loco-Motion»                           | —     | —      | 11    |
| 1973 | «Loco-Motion»                           | —     | —      | —     |
| 1986 | «Loco-Motion»                           | —     | —      | 87    |

- A «Mama Said» также достигла 96 места в канадском чарте RPM Top Tracks